# Olkusz
Olkusz (udtale: [ˈɔlkuʂ]; Yiddish: עלקיש Elkish) er en by i det sydlige Polen, i voivodskabet Lillepolen (Województwo małopolskie) og har 33.462(2021) indbyggere, og et areal på 		25,63 km². Den er administrationsby i powiat Olkusz. Olkusz er kendt for sin overflod af sølv, som udvindes i nærheden.

## Geografi
Byen ligger i Kraków-Częstochowa Jura mellem Kraków og Katowice, ved floden Baba, en biflod til Sztoła, ved en større vej (Droga krajowa 94 (de), med forbindelse til Warszawa og Kraków, hvilket gør den til den centrale by i nærheden. Olkusz ligger også på hovedjernbanen, som forbinder Øvre Schlesien og Zaglebie med Kielce. Starczynów-ørkenen (en) ligger i nærheden, og sandflugt fra ørkenen bekymrede byen, indtil området blev tilplantet i 1949.